# São Francisco do Conde
São Francisco do Conde – miasto i gmina w Brazylii, w stanie Bahia. Znajduje się w mezoregionie Metropolitana de Salvador i mikroregionie Salvador.